# Jan Vayne
Jan Vayne, pseudoniem van Jan Veenje, (Zuidwolde, 9 juni 1966) is een Nederlandse pianist.

## Levensloop
Vayne kreeg al op vierjarige leeftijd pianolessen en gaf op tienjarige leeftijd al concerten. Toentertijd won hij ook zijn eerste prijzen. Hij volgde zijn middelbare onderwijs aan het Menso Alting College in Hoogeveen en behaalde in 1990 op het conservatorium zijn solistendiploma.
Vayne heeft een serie cd’s uitgebracht, waarvan enkele de platinastatus behaald hebben. Daarnaast gaf hij concerten, in 1997 voor het eerst in de Verenigde Staten, o.a. in de Shakespeare Library in Washington ter gelegenheid van de tweede ambtstermijn van president Clinton. Zijn piano-improvisaties van popmuziek van onder meer Queen bezorgden hem aan het begin van de jaren 90 in Nederland bekendheid. 
In het verleden heeft Vayne ook met de Nederlandse producer en dj Armin van Buuren samengewerkt. Samen met Van Buuren heeft hij het album Classical Trancelations (een mengeling van trance en klassieke muziek), en het nummer Serenity gemaakt.
Vayne verzorgt concerten in samenwerking met symfonieorkesten, ensembles, individuele musici, vocalisten, harmonieorkesten en koren. De laatste jaren treedt Vayne ook op samen met organist/componist Martin Mans en zangeres Petra Berger.
Vaynes handelsmerk is zijn volle haardos. Dit werd geparodieerd toen hij in de absurdistische Mike & Thomas Show een spel moest doen met de titel "Jantje zag eens pruiken hangen".
27 maart 2024 kwam naar buiten dat hij in de periode van 2011 tot en met 2017 2,6 miljoen euro had geïnvesteerd om Triodos certificaten te kopen. De waarde van de 46844 certificaten liep op tot 3,8 miljoen. Maar in de corona-periode waren ze jaren lang onverkoopbaar en daarna halveerden ze ruim in waarde. De rechter oordeelde dat deze volledig eenzijdige beleggingsstrategie door Triodos bank verhinderd had moeten worden.
Vayne verrichte samen met Herbert Dijkstra de opening van het EK Allround en Sprint 2025. Zij speelden "Op Schaatse" (op de melodie van Op fietse) en "Winter Games" van David Foster (gecomponeerd voor de Winterspelen van 1988).

## Discografie

### Albums
| Album met eventuele hitnotering(en) in de Nederlandse Album Top 100 | Datum van verschijnen | Datum van binnenkomst | Hoogste positie | Aantal weken | Opmerkingen              |
| ------------------------------------------------------------------- | --------------------- | --------------------- | --------------- | ------------ | ------------------------ |
| Reflections                                                         | 1989                  | -                     | -               | -            | onder de naam Jan Veenje |
| Colours of my mind                                                  | 1991                  | 07-12-1991            | 18              | 27           |                          |
| Living colours                                                      | 1992                  | 26-09-1992            | 13              | 30           |                          |
| Hang on to a dream                                                  | 1993                  | 16-10-1993            | 25              | 26           |                          |
| Vanity                                                              | 1994                  | 12-11-1994            | 34              | 10           |                          |
| Classics and pop                                                    | 1996                  | 08-06-1996            | 48              | 18           |                          |
| Secrets of silence                                                  | 1997                  | 22-11-1997            | 57              | 10           |                          |
| Paintings of the seasons                                            | 1998                  | -                     |                 |              |                          |
| Media plaza                                                         | 1998                  | -                     |                 |              |                          |
| Romantic popsongs                                                   | 1998                  | -                     |                 |              |                          |
| The Christmas album                                                 | 1998                  | 26-12-1998            | 39              | 3            |                          |
| Metamorphosis                                                       | 2000                  | 28-10-2000            | 71              | 9            |                          |
| Classical Trancelations                                             | 2004                  | -                     |                 |              |                          |
| Psalmen                                                             |                       | -                     |                 |              |                          |
| Crystal                                                             | 2008                  | 08-11-2008            | 69              | 2            | met Petra Berger         |

### Singles
| Single met eventuele hitnotering(en) in de Nederlandse Top 40 | Datum van verschijnen | Datum van binnenkomst | Hoogste positie | Aantal weken | Opmerkingen                                    |
| ------------------------------------------------------------- | --------------------- | --------------------- | --------------- | ------------ | ---------------------------------------------- |
| Ik denk altijd nog aan jou                                    | 04-10-2002            | -                     |                 |              | met Grad Damen / Nr. 18 in de Single Top 100   |
| Serenity                                                      | 2005                  | 16-07-2005            | 11              | 10           | met Armin van Buuren / Dancesmash op Radio 538 |

## Trivia
- De eerste plaatopname van Vayne kwam tot stand op initiatief van de predikant en televisiemaker Sipke van der Land.[bron?]
- Vayne speelde mee in een Unoxreclame. Daarin herkent zijn dochtertje hem niet wanneer hij de kamer binnenkomt doordat hij zogenaamd een pruik op heeft. Wanneer zijn vrouw vraagt of hij heeft gewerkt, zet hij de pruik af en herkent zijn dochtertje hem weer. De reclame is uiteraard spielerei, Jan Vayne heeft inderdaad de zo bekende weelderige haardos. Voor de reclame heeft hij echter nooit zijn hoofd kaal laten scheren maar is dit door visagie gedaan. Deze spot haalde in 2007 de tweede plaats in de Gouden Loeki jaarverkiezing.
- Vayne is vegetariër. Unilever maakte later bekend niet te weten dat Vayne vegetariër is. Zij kwamen hier pas achter nadat de reclame was opgenomen en uitgezonden. Een woordvoerster van Unilever zei later: Als we het hadden geweten, zouden we een ander product dan rookworst hebben gekozen voor de reclame.
- Vayne acteerde in een aflevering van het satirische programma Koefnoen.
- Vayne was op 4 april 2010 te zien in het programma Bananasplit. Hij werd gevraagd om voor te spelen bij een pianoverkoop, had de grap door en belde naar Hugo van Neck of hij het wilde doen.

- Gemeinsame Normdatei: 134760115
- International Standard Name Identifier: 0000 0000 5809 8312
- Library of Congress Control Number: n2019031751
- MusicBrainz: 47dc9326-81da-4f23-9e39-b4e5bc0d6bbd
- Nederlandse Thesaurus van Auteursnamen: 102350175
- Virtual International Authority File: 79765799